# Slaget vid Magenta
Slaget vid Magenta var ett slag 4 juni 1859 under Andra italienska frihetskriget utanför staden Magenta. En fransk armé under befäl av Napoleon III besegrade en österrikisk armé under befäl av Eduard Clam-Gallas. 
Napoleon hade ett betydande övertag under slaget. När natten redan inbrutit bemäktigade sig fransmännen den viktigaste fientliga positionen, den lilla staden Magenta. Den österrikiska arméns högste befälhavare i Italien, ungraren Ferencz József Gyulay, hade dock för avsikt att nästa morgon återuppta slaget. Men under natten kom underrättelsen från underbefälhavaren Clam-Gallas att hans trupper inte var i stridsskick, och att han därför återfört dem till Milano. Gyulai bev därför tvungen att ge upp sin ställning, utrymma Lombardiet och ta sin tillflykt till fästningsfyrkanten bakom Mincio.
General Patrice de Mac-Mahon, gruppbefälhavare vid franska armén utnämndes för sitt förtjänstfulla ingripande i striden till hertig av Magenta.